# 新潟市立巻北小学校
新潟市立巻北小学校（にいがたしりつ まききたしょうがっこう）は、新潟県新潟市西蒲区竹野町にある公立小学校。

## 概要
新潟市南西部の田園地帯に位置する小学校。児童数は625名（2012年現在）。

## 沿革

### 経緯
1974年に巻町立巻北小学校として開校。その後、1975年に巻町立竹野町小学校を統合した。2005年に巻町が新潟市と合併したことにより、新潟市立巻北小学校と改称。

### 年表
- 1974年（昭和49年） - 創立。巻町立巻北小学校。
- 1975年（昭和50年） - 巻町立竹野町小学校を統合。
- 1991年（平成3年） - 稲作体験学習を開始。
- 1997年（平成9年） - 全国小学校管楽器合奏フェスティバル 東日本大会出場。
- 2000年（平成12年） - グラウンド拡幅工事終了
- 2005年（平成17年） - 市町村合併に伴い校名を新潟市立巻北小学校に改称。
- 2009年（平成21年） - 特別支援学級設置。

## 学校行事
| - 4月 - 前期始業式、入学式 - 5月 - 運動会 - 6月 - 修学旅行（6年生） | - 7月 - 体験教室（5年生）、陸上記録会 - 8月 - 9月 - 角田山登山 | - 10月 - 前期終業式・後期始業式、マラソン大会 - 11月 - 文化祭 - 12月 - 冬季休業開始 | - 1月 - 校内書初め大会、創立を祝う日 - 2月 - 学校づくりフォーラム - 3月 - 後期終業式、卒業式 |

## 学区
- 新潟市西蒲区[2]
  - 竹野町（11番地3～1545番地・2288番地～4485番地45）
  - 稲島
  - 中郷屋
  - 仁箇
  - 布目
  - 葉萱場
  - 羽田
  - 東汰上
  - 伏部
  - 堀山新田（84番地1～87番地8）
  - 前田
  - 巻
    - 甲3番地～甲402番地
    - 甲405番地～甲421番地
    - 甲632番地～甲2211番地甲
    - 甲2550番地～甲2602番地
    - 甲2614番地1～甲2822番地33
    - 甲2925番地～甲3761番地
    - 甲3768番地2～甲3769番地4
    - 甲4000番地～甲4108番地
    - 甲4148番地／甲4149番地
    - 甲4646番地～甲5318番地
    - 甲5706番地～甲5845番地
    - 甲5847番地～甲6280番地
    - 甲10700番地～甲11742番地
    - 甲11761番地～甲13286番地
    - 乙7番地
    - 乙8番地
    - 乙9番地1・2
    - 乙10番地1・2
    - 乙11番地～乙13番地71
    - 乙20番地
    - 乙21番地1
    - 乙22番地
    - 乙116番地（本番のみ・枝番2～4は該当）
    - 乙118番地2（本番のみ）
    - 乙120番地（本番のみ）
    - 乙121番地1～3（本番のみ）
    - 乙228番地（本番のみ）
    - 乙229番地（本番のみ）
    - 乙232番地～乙398番地1（本番のみ）
    - 乙702番地2（本番のみ）

  - 鷲ノ木
    - 2510番地1～2549番地10
    - 2682番地1
    - 2685番地
    - 2686番地1
    - 2697番地
    - 2698番地（本番のみ・枝番2は該当）
    - 2699番地1～9（本番のみ）

  - 割前

## 進学先中学校
- 新潟市立巻西中学校

## 学区内の主な施設
- 新潟市立巻西中学校
- 新潟県立巻高等学校
- 新潟市西蒲消防署

## 交通
- 鉄道 - JR越後線巻駅より徒歩20分。